# Pakistan i olympiska sommarspelen 1952
Pakistan deltog med 38 deltagare vid de olympiska sommarspelen 1952 i Helsingfors. Ingen av landets deltagare erövrade någon medalj.